# Lafayette Township (St. Louis County, Missouri)
Die Lafayette Township ist eine von 28 Townships im St. Louis County im Osten des US-amerikanischen Bundesstaates Missouri und Bestandteil der Metropolregion Greater St. Louis. Das U.S. Census Bureau hat bei der Volkszählung 2020 eine Einwohnerzahl von 35.245 ermittelt.

## Geografie
Die Lafayette Township liegt im westlichen Vorortbereich von St. Louis. Der Missouri River verläuft rund 3 km nördlich; der Mississippi, der die Grenze zu Illinois bildet, befindet sich rund 30 km östlich.
Die Lafayette Township liegt auf 38° 37′ N, 90° 33′ W und erstreckt sich über 31,3 km².
Die Lafayette Township liegt im mittleren Südwesten des St. Louis County und grenzt im Osten an die Missouri River Township, im Südosten an die Queeny Township, im Süden an die Meramec Township, im Westen an die Wildhorse Township sowie im Nordwesten und Norden an die Chesterfield Township.

## Verkehr
Die nördliche Begrenzung der Township wird durch die Interstate 64 gebildet. Die südliche Grenze wird durch die Missouri State Route 100 gebildet, die auf der Strecke der alten Route 66 verläuft. Im Westen wird die Township teilweise durch die Missouri State Route 340, im Osten durch die Missouri State Route 140 begrenzt. Bei allen weiteren Straßen innerhalb der Township handelt es sich um innerstädtische Verbindungsstraßen.
Der Lambert-Saint Louis International Airport liegt rund 25 km nordöstlich der Lafayette Township.

## Demografische Daten
Nach der Volkszählung im Jahr 2010 lebten in der Lafayette Township 33.513 Menschen in 13.270 Haushalten. Die Bevölkerungsdichte betrug 1070,7 Einwohner pro Quadratkilometer. In den 13.270 Haushalten lebten statistisch je 2,51 Personen.
Ethnisch betrachtet setzte sich die Bevölkerung zusammen aus 89,0 Prozent Weißen, 2,6 Prozent Afroamerikanern, 0,2 Prozent amerikanischen Ureinwohnern, 6,3 Prozent Asiaten sowie 0,3 Prozent aus anderen ethnischen Gruppen; 1,5 Prozent stammten von zwei oder mehr Ethnien ab. Unabhängig von der ethnischen Zugehörigkeit waren 1,9 Prozent der Bevölkerung spanischer oder lateinamerikanischer Abstammung.
22,6 Prozent der Bevölkerung waren unter 18 Jahre alt, 57,5 Prozent waren zwischen 18 und 64 und 19,9 Prozent waren 65 Jahre oder älter. 51,8 Prozent der Bevölkerung war weiblich.
Das mittlere jährliche Einkommen eines Haushalts lag bei 92.414 USD. Das Pro-Kopf-Einkommen betrug 43.197 USD. 2,1 Prozent der Einwohner lebten unterhalb der Armutsgrenze.

## Ortschaften
Die Bevölkerung der Lafayette Township lebt in folgenden Ortschaften (mit dem Status „City“):
| - Ballwin1 - Chesterfield2 - Ellisville3 | - Manchester4 - Town and Country5 |

1 – teilweise in der Wildhorse und der Meramec Township

2 – überwiegend in der Chesterfield Township, teilweise in der Maryland Heights und der Missouri River Township

3 – überwiegend in der Wildhorse Township

4 – überwiegend in der Queeny Township, teilweise in der Missouri River Township

5 – überwiegend in der Missouri River Township, teilweise in der Maryland Heights Township